# 117539 Celletti
117539 Celletti este un asteroid din centura principală, descoperit pe 17 februarie 2005, de Andrea Boattini și Hans Scholl.